# 기생파리과
기생파리과(Tachinidae)는 곤충강 파리목에 속하는 과이다. 이들은 다른 곤충에 기생하여 번식한다. 기생파리의 숙주로는 나방의 애벌레, 노린재, 잎벌레, 이십팔점박이무당벌레, 귀뚜라미 등이 있으며, 이들은 기생파리 애벌레가 번데기가 되었을 때 몸의 양분이 빨려서 죽는다. 약 1,500속 8,200종 가량이 알려져 있다.

## 같이 보기
- 들귀뚜라미